# Listă de seriale italiene
Aceasta este o listă de seriale de televiziune produse în Italia: 

## -
- 48 ore (serial TV)
- 7 vite

## A
- Al di là del lago (serial TV)
- AleX
- Alex & Co.
- Le ali della vita
- All Stars (serial TV)
- All'ultimo minuto
- Amiche mie
- Amico mio
- Andata e ritorno (serial TV)
- Angelo il custode
- Anna e i cinque
- Arriva Cristina
- Arrivano i Rossi
- Arsenio Lupin (serial TV)

## B
- Balliamo e cantiamo con Licia
- Belli dentro
- Il bello delle donne
- Il bene e il male
- Benedetti dal Signore
- Big Man
- Boris (serial TV)
- Brian O'Brian
- Brivido Giallo
- Buona la prima!
- Butta la luna
- Buttafuori (serial TV)

## C
- Caccia al Re - La narcotici
- Call center (serial TV)
- Camera Café
- Il Capitano
- Capri (serial TV)
- Carabinieri (serial TV)
- Caracatița (serial TV)
- Caro maestro
- Casa Cecilia
- Casa dolce casa
- Casa famiglia (serial TV)
- Casa Pierpiero
- Casa Vianello
- Cascina Vianello
- Un caso di coscienza (serial TV)
- Caterina e le sue figlie
- I Cesaroni
- Chiamatemi Giò
- Chiara e gli altri
- Un ciclone in famiglia
- Classe di ferro
- Codice rosso (serial TV)
- College (serial TV)
- Commesse
- Il commissario
- Un commissario a Roma
- Il commissario Corso
- Il commissario De Vincenzi
- Il commissario Manara
- Il commissario Montalbano
- Il commissario Rex
- Compagni di scuola (serial TV)
- Così fan tutte (serial TV)
- Cotti e mangiati
- Cri Cri
- Crimini (serial TV)
- Crimini bianchi
- Cristina (serial TV)
- Cristina, l'Europa siamo noi
- Cugino & cugino
- Cuore contro cuore

## D
- I delitti del cuoco
- Dio vede e provvede
- Disokkupati
- Distretto di Polizia
- Don Fumino
- Don Luca
- Don Luca c'è
- Don Matteo
- Don Tonino
- Donna (serial TV)
- Donna detective
- Donne assassine
- Door into Darkness
- La dottoressa Giò
- Due assi per un turbo
- Le due facce dell'amore (serial TV)
- Due per tre

## E
- Elisa di Rivombrosa
- Eppur si muove (serial TV)
- Extr@

## F
- Una famiglia in giallo (serial TV)
- FBI - Francesco Bertolazzi investigatore
- Felipe ha gli occhi azzurri
- La figlia di Elisa - Ritorno a Rivombrosa
- Finalmente soli
- Finché c'è ditta c'è speranza
- Fiore e Tinelli
- Frammenti (serial TV)
- Fratelli Benvenuti
- Fratelli detective (serial TV)
- Fuori corso
- Fuoriclasse

## G
- Gawayn
- Gente di mare (serial TV)
- Giallo club. Invito al poliziesco
- Giallo sera
- Gino il pollo
- Giornalisti (serial TV)
- Il giudice Mastrangelo
- Gli incubi di Dario Argento
- Grand Hotel Cabaret
- Grandi domani

## H
- Hip Hop Hurrà
- Ho sposato uno sbirro

## I
- I cinque del quinto piano
- I ragazzi del muretto
- I ragazzi di padre Tobia
- I-taliani
- Il mammo
- Il mondo è meraviglioso
- Il Polpo
- Il tredicesimo apostolo - Il prescelto
- Il triangolo rosso
- Il vigile urbano
- In tour (serial TV)
- Incantesimo (serial TV)
- Le inchieste del commissario Maigret
- Intelligence - Servizi & segreti
- InvaXön - Alieni nello spazio
- Un inviato molto speciale
- Io e la mamma
- Io e mio figlio - Nuove storie per il commissario Vivaldi
- L'ispettore Coliandro
- Italian Restaurant

## L
- L'avvocato delle donne
- L'avvocato Porta
- L'isola (serial TV)
- L'ispettore Giusti
- L'ottavo sigillo
- La famiglia Benvenuti
- La pietra di Marco Polo
- La vedova e il piedipiatti
- La ladra (serial TV)
- Le avventure di Laura Storm
- Le ricette di Arturo e Kiwi
- Le rose di Danzica
- Le storie di Farland
- I liceali
- Licia dolce Licia
- Life Bites - Pillole di vita
- Linda e il brigadiere
- Love Bugs
- Love me Licia
- Lucky Luke (serial TV)
- Lui e lei (serial TV)

## M
- Maggie & Bianca Fashion Friends
- Ma il portiere non c'è mai?
- Mammamia!
- Il maresciallo Rocca
- Max & Tux
- Medici miei
- Medicina generale (serial TV)
- Un medico in famiglia
- Mia and Me
- I misteri di Cascina Vianello
- Muppet Show

## N
- Nati ieri
- Nebbia in Val Padana
- Nebbie e delitti
- Noi siamo angeli
- Non esiste più la mezza stagione
- Non lasciamoci più
- Non pensarci - La serie
- Non smettere di sognare (serial TV)
- Nonno Felice
- Norma e Felice
- NormalMan
- La nuova squadra

## O
- O la va, o la spacca
- L'onore e il rispetto
- OK, Il Prezzo e Giusto!
- Orgoglio (serial TV)

## P
- Pazza famiglia
- Il peccato e la vergogna
- Persone sconosciute
- Piloti (serial TV)
- Un prete tra noi
- Professione fantasma
- Pronto Emergenza
- Provaci ancora prof

## Q
- Quei due sopra il varano
- Quelli dell'intervallo
- Quelli dell'Intervallo Cafe
- Quelli della speciale
- Questa casa non è un albergo (serial TV)
- Questa è la mia terra
- Qui squadra mobile

## R
- R.I.S. - Delitti imperfetti
- R.I.S. Roma - Delitti imperfetti
- Raccontami
- Radio G.R.E.M.
- I ragazzi della 3ª C
- Ritorna il tenente Sheridan
- Roma (serial TV)
- Romanzo criminale - La serie
- Rossella (serial TV)

## S
- Il segreto del Sahara
- Sei forte, maestro
- Sensualità a corte
- Sheridan, squadra omicidi
- I soliti idioti
- Squadra antimafia - Palermo oggi
- La squadra (serial TV)
- La stagione dei delitti
- Le stagioni del cuore (serial TV)
- Stazione di servizio (serial TV)
- Stiamo bene insieme
- La strana coppia (serial TV 2007)
- Il supermercato
- Sweet India

## T
- Teneramente Licia
- Tequila & Bonetti
- Terapia d'urgenza
- Terminenzio
- Terra ribelle
- Tracy e Polpetta
- Tua sorella
- Turbo (serial TV)
- Turno di notte (serial TV)
- Tutti gli uomini sono uguali
- Tutti pazzi per amore
- Tutti per Bruno
- TuttoTotò

## U
- Ugo (serial TV)
- Un passo dal cielo
- Una donna per amico (serial TV)
- Una poltrona per due (serial TV)
- Uno di noi (serial TV)

## V
- Valentina (serial TV 1988)
- Valeria medico legale
- Vento di ponente (serial TV)
- Via Zanardi 33
- Vicini di casa
- Villa Arzilla

## W
- W.I.T.C.H.

## Z
- Zanzibar (serial TV)
- Lo zio d'America

## Sitcoms
- 7 vite
- All Stars (serial TV)
- Andata e ritorno (serial TV)
- Arrivano i Rossi
- Belli dentro
- Buona la prima!
- Buttafuori (serial TV)
- Camera Café
- Casa dolce casa
- Casa Pierpiero
- Casa Vianello
- Chiamatemi Giò
- Così fan tutte (serial TV)
- Cotti e mangiati
- Disokkupati
- Don Fumino
- Don Luca
- Don Luca c'è
- Finalmente soli
- Finché c'è ditta c'è speranza
- Fiore e Tinelli
- I Cesaroni
- Il mammo
- In tour (serial TV)
- Io e la mamma
- La mia vita con Derek
- L'ottavo sigillo
- Life Bites - Pillole di vita
- Love Bugs
- Max & Tux
- Medici miei
- Non pensarci - La serie
- Nonno Felice
- Norma e Felice
- Papà prende moglie
- Piloti (serial TV)
- Professione fantasma
- Quei due sopra il varano
- Quelli dell'intervallo
- Quelli dell'Intervallo Cafe
- Quelli dell'intervallo in vacanza
- Radio G.R.E.M.
- Signore e signora
- I soliti idioti
- Il supermercato
- Sweet India
- Terminenzio
- Tua sorella
- Ugo (serial TV)
- Via Zanardi 33
- Vicini di casa
- Villa Arzilla
- Zanzibar (serial TV)